# 티투스 타티우스

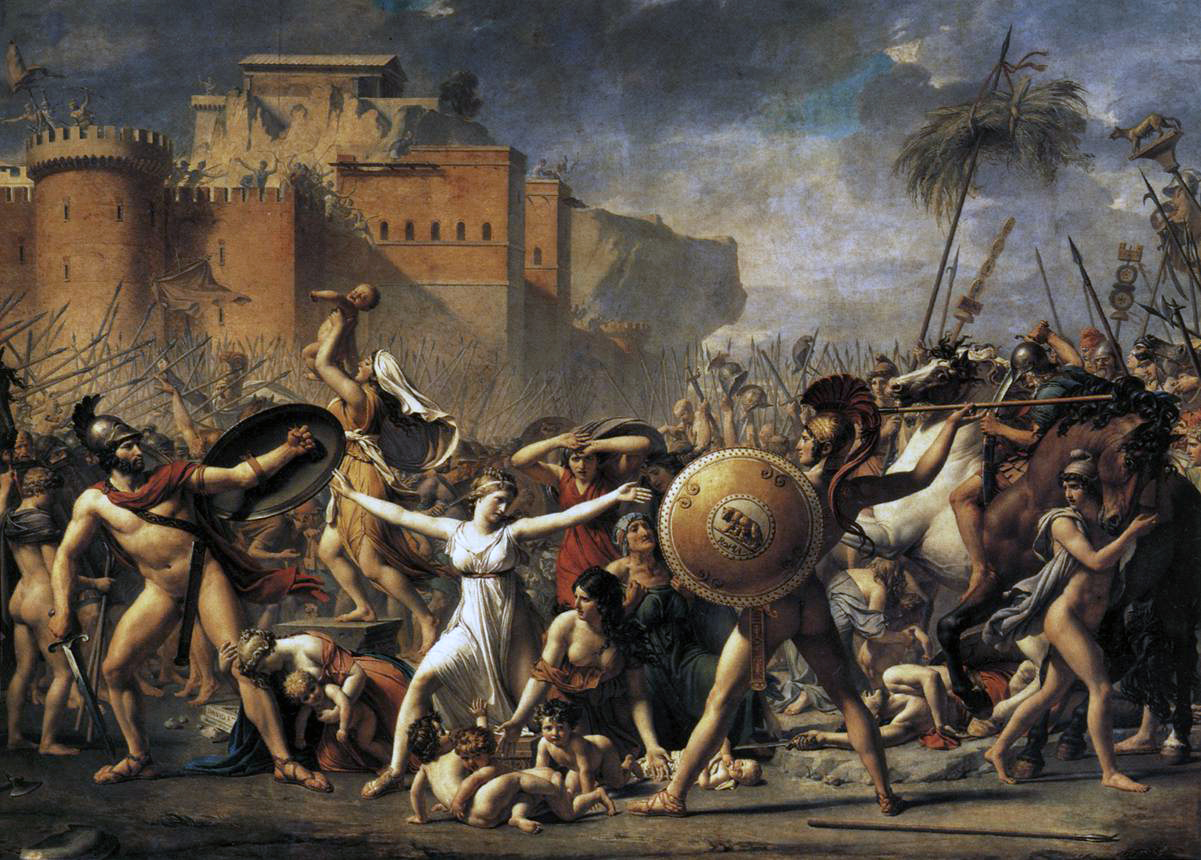
사비니 여인들의 개입, 자크 루이 다비드 작, 왼쪽에 티투스 타티우스를 그렸다

티투스 타티우스(Titus Tatius)는 로마 건국 신화에 따르면 쿠레스의 사비니인 왕이자 몇 년 동안 로마 왕국의 공동 통치자였다.
로마의 초대 왕인 로물루스의 통치 기간 동안, 타티우스는 사비니 여인들의 강간으로 알려진 사건에 대한 대응으로 로마에 전쟁을 선포했다. 그가 타르페아의 배반을 통해 캄피돌리오 언덕 꼭대기의 요새를 점령한 후, 사비니인와 로마인은 납치된 사비니 여성들이 개입하여 양측이 화해하고, 전쟁을 끝내도록 설득하면서 종결된 장대한 전투를 벌였다.
두 왕국은 합병되었고, 두 왕은 5년 후 타티우스가 살해될 때까지 공동으로 통치했다. 연합 왕국은 여전히 로마라고 했고, 도시의 시민들은 여전히 로마인이라고 불렸지만, 공동체로서 그들은 ‘퀴리테스’(Quirites)라고 불려야 했다. 사비니인는 기존 부족과 퀴리에 통합되었지만, 타티우스는 전통적인 “로마의 일곱 왕” 중 하나로 간주되지 않았다.
타티우스에게는 로물루스의 후계자 누마 폼필리우스와 결혼한 딸 타티아와 귀족 타티이 가문의 조상인 아들 하나가 있었다.

## 로마와의 전쟁
할리카르나서스의 디오니시우스(기원전 60년 – 기원전 7년 이후)는 1년간의 준비 끝에 로마와 사비니족이 두 번의 주요 전투를 치르기 전에 몇 번의 소규모 교전과 소규모 교전을 벌였다고 보고한다. 첫 번째 전투가 있은 지 이틀 후, 두 번째이자 마지막 전투가 그들이 점령하고 있던 두 개의 로마 언덕 사이에서 벌어졌다. 각 군대가 우위를 점하고 패하는 여러 차례의 반전이 특징인 장대한 대회전이었다. 하루가 끝날 무렵, 사비니인들은 성채로 후퇴했고 로마인들은 그들을 추격하지 않았다.
전투가 재개되기 전에 일부는 장례식 복장을 하고 일부는 자녀를 데리고 온 사비니 여성들이 타티우스와 로물루스를 설득하여 전투를 끝내도록 했다. 휴전 후, 국가들은 타티우스가 죽을 때까지 함께 통치한 두 왕의 공동 통치하에 단일 왕국을 만드는 조약에 서명했다.

## 사망
두 왕은 함께 로마의 확장과 여러 랜드마크의 건설, 카메리아 정복을 감독했다. 그들의 첫 번째 불일치는 통치 6년에 발생했다. 디오니시우스는 타티우스의 친구 중 일부가 라우렌툼 사람들을 희생시켰다고 말한다. 그리고 도시가 정의를 요구하기 위해 대사를 보냈을 때, 타티우스는 로물루스가 가해자를 넘겨주는 것을 허용하지 않았다. 대사들이 집으로 떠난 후, 한 무리의 사비니들이 잠든 동안 그들을 가만두었다. 일부는 탈출했고 로마에 소식이 돌아오자 로물루스는 즉시 체포하여 타티우스 가족을 포함한 책임자들을 새로운 대사 그룹에 넘겨주었다. 타티우스는 무리를 따라 성 밖으로 나가 강제로 용의자들을 석방시켰다. 나중에 두 왕이 라비니움에서 제사를 지내는 동안 보복으로 죽임을 당했다.
디오니시우스는 또한 리키니우스 마세르의 이야기를 들려준다. 타티우스는 라비니움의 희생자들에게 저지른 범죄를 용서하도록 설득하려고 혼자 갔을 때 살해되었다. 그들이 원로원과 로물루스가 명령한 대로 그가 자신을 책임지는 사람들을 데려오지 않았다는 것을 알았을 때, 성난 폭도들은 그를 돌로 쳐 죽였다.

## 역사
테오도어 몸젠에 따르면 타티우스의 죽음에 관한 이야기는 실제 역사인 것처럼 피의 복수의 폐지를 설명하는 전설로 보이며, 어떤 면에서 레무스를 닮은 타티우스는 역사적 인물이지만 소달레스 티티(Sodales Titii)라고 불리는 종교 대학의 시조 영웅이다. 소달레스의 구성원은 타티우스의 무덤에서 매년 희생을 바쳐야 했다. 그 구성원은 모두 원로원 의원이었다. 두 개의 다른 책에서 타키투스는 두 개의 다른 의견을 표현했으며, 몸젠은 이를 두 개의 다른 전통을 나타내는 것으로 해석한다.
- 그것은 로마에서 사비니 숭배를 보존하기 위해 타티우스 자신이 제정했거나, 또는
- 그것은 타티우스를 기리기 위해 로물루스에 의해 제정되었다.

티티는 공화국 말기에 폐허가 되었으나 아우구스투스 황제에 의해 부활하여 기원후 2세기 말까지 존재했다. 아우구스투스 자신과 클라우디우스는 그 대학에 속해 있었다. 바로는 그를 도시를 확장하고 특정 숭배를 확립한 로마의 왕으로 언급하지만, 그는 단지 Titiae 부족의 시조이거나 심지어 공동 행정관의 선례 역할을 하는 발명품일 수도 있다.
대신 게리 포사이스는 티투스 타티우스가 로마의 최초의 실제 왕이었을 가능성이 있으며, 나중에 받아들여지는 이야기에서 비역사적인 로물루스와 레무스로 교체되었을 수 있다고 주장한다.